# Siobhan Chamberlain
Siobhan Rebecca Chamberlain, född 15 augusti 1983 i London, är en engelsk fotbollsmålvakt som spelar för Manchester United. Hon spelar även för det engelska landslaget. 

## Landslagskarriär
Chamberlain ingick i laget som tog brons i världsmästerskapet i fotboll för damer 2015 och spelade en match i turneringen.